# Graphania ustistriga
Graphania ustistriga är en fjärilsart som beskrevs av Walker 1857. Graphania ustistriga ingår i släktet Graphania och familjen nattflyn. Inga underarter finns listade i Catalogue of Life.

## Bildgalleri

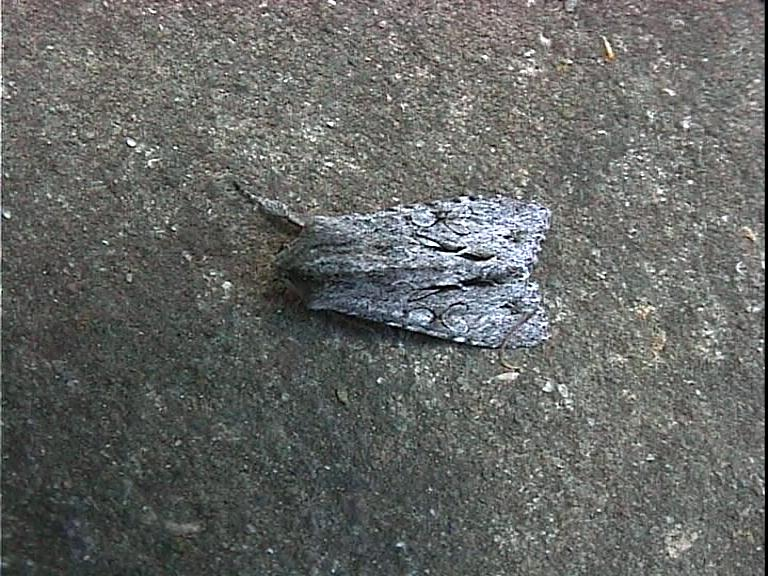